# Hajrá skacok
A Hajrá skacok (eredeti címén ¡Vivan los niños!, „Éljenek a gyerekek!”) egy 2002 és 2003 között készült mexikói gyermek-telenovella, amelyet a Televisa készített. Főszereplői Andrea Legarreta, Miguel de León és Eduardo Capetillo, producere Nicandro Díaz González. A sorozat 155, egyenként 45 perces epizódból áll. Magyarországon a TV2 kereskedelmi csatorna tűzte műsorára.

## Történet
|  | Alább a cselekmény részletei következnek! |

Lupita egy frissen diplomázott tanárnő, aki első osztályaként a másodikosokat kapja. A gyerekek nagyon rosszak, csintalanok, de az új osztályfőnökkel azonnal megtalálják a közös hangot. Az iskola igazgatója, „Morcábrázat” asszony nagyon szigorú, s legtöbbször a gyerekek bajba kerülnek. Az iskola gondozója Don Joaquin úr, aki Lupita jóságos keresztapja. Ott dolgozik Pancha, a pletykás takarítónő, illetve „Bibircsók” tanárnő, és Adelina is, akit pedig ideges természete tesz nevetségessé. Az iskolát gyakran meglátogatja „Szigorfrász Záptojás”, a tanfelügyelőnő, akitől még a tanárok is félnek. Lupita beleszeret Emiliano Lealba, az új zenetanárba, ám egyszer csak megjelenik Diamantina és az anyja, Fabiola, akik véget akarnak vetni a kapcsolatnak...
|  | Itt a vége a cselekmény részletezésének! |

## Szereposztás
| - Andrea Legarreta – Lupita Gómez (Urbán Andrea) - Miguel de León – Alonso Gallardo - Eduardo Capetillo – Emiliano Leal (Harmath Imre) - Joaquín Cordero – Don Joaquín (Kristóf Tibor) - Raquel Olmedo – Morcábrázat igazgatóasszony (Andresz Kati) - Renata Flores – Bibircsók tanárnő (Bessenyei Emma) - Ignacio López Tarso – Don Ignacio Robles - Isabel Martínez «La Tarabilla» – Pancha (Grúber Zita) - Anadela – Carolina - Raúl Padilla «Chóforo» – Felipe - Andrea Lagunes – Miranda - Manuel Saval – Fernando Molina (Háda János) - Rebeca Mankita – Paola Molina (Agócs Judit) - Jaime Garza – Juan Sánchez - Esther Rinaldi – Micaela (Böhm Anita) - Miguel Galván – Primitivo Batalla - Adriana Acosta – Chela - Alejandro Ruiz – Julián Castillo (Csík Csaba Krisztián) - Zaide Silvia Gutiérrez – Zaide Silvia Gutiérrez - Eduardo Antonio – José Bueno - Alejandra Procuna – Diamantina (Mezei Kitty) - Lisette Morelos – Adriana Espinoza (Csondor Kata) - Jacqueline Bracamontes – Hada de los Dientes - Nailea Norvind – Greta Ricardi | - Daniela Aedo – Marisol (Kántor Kitty) - Danna Paola – Estrella (Laudon Andrea) - Natalia Juárez – Simoneta (Talmács Márta) - Valentina Cuenca – Citlali - Andrés Márquez – Lucas (Jelinek Márk) - Christian Stanley – Ángel (Czető Ádám) - Brayam Alejandro – Memo - Óscar Alberto Torre – Diego - Juan de Dios Martín – Damián (Penke Bence) - Nicole Durazo – Brisa (Ungvári Zsófia) - Raúl Sebastián – Santiago - Ana Paulina Cáceres – Polita - Kevin Hung – Yuyi (Ungváry Gergely) - Valeria López – Wendy - Hendrik Marine – Rodrigo (Heisz Krisztián) - Aída Hernández – Cruz Piña - Eduardo Rodríguez – Gerardo (Magyar Bálint) - Gisella Aboumrad – Gogó Rionda - Susana Lozano – Liliana - Jorge Capín – Arturo Bravo - Beatriz Sheridan – Tanfelügyelő - Silvia Caos – Doña Porfiria - Martha Ofelia Galindo – Doña Gorgonia - Dacia González – Doña Perpetua |

## TVyNovelas-díj2003
- Legjobb férfi főmellékszereplő - Ignacio López Tarso

## Korábbi verziók
- Az 1983-as Señorita maestra, Cristina Lemercier főszereplésével.
- Az 1989-1990 között készült mexikói Carrusel telenovella, amit Magyarországon A körhinta címen sugározott az MTV 1993 és 1994 között. Főszereplők: Gabriela Rivero és Armando Calvo.